# Calliostoma delonguevilleae
Calliostoma delonguevilleae is een slakkensoort uit de familie van de Calliostomatidae. De wetenschappelijke naam van de soort werd voor het eerst geldig gepubliceerd in 2017 door Vilvens en Swinnen.